# Nam (Ulsan)
Nam es un distrito de Ulsan, Corea del Sur. Su nombre significa literalmente "sala del sur".
Símbolos de Nam-gu incluyen: la camelia, representa la armonía entre las cuatro estaciones y simboliza la vitalidad y el entusiasmo de los residentes Nam-gu; la paloma representa la paz y la prosperidad y simboliza el deseo de los residentes de Nam-gu a trabajar juntos para construir una mejor comunidad; el árbol gingko, un árbol que es resistente a las enfermedades y la contaminación, representa la voluntad de crecer fuerte y de manera óptima y simboliza la prosperidad permanente de residentes Nam-gu.

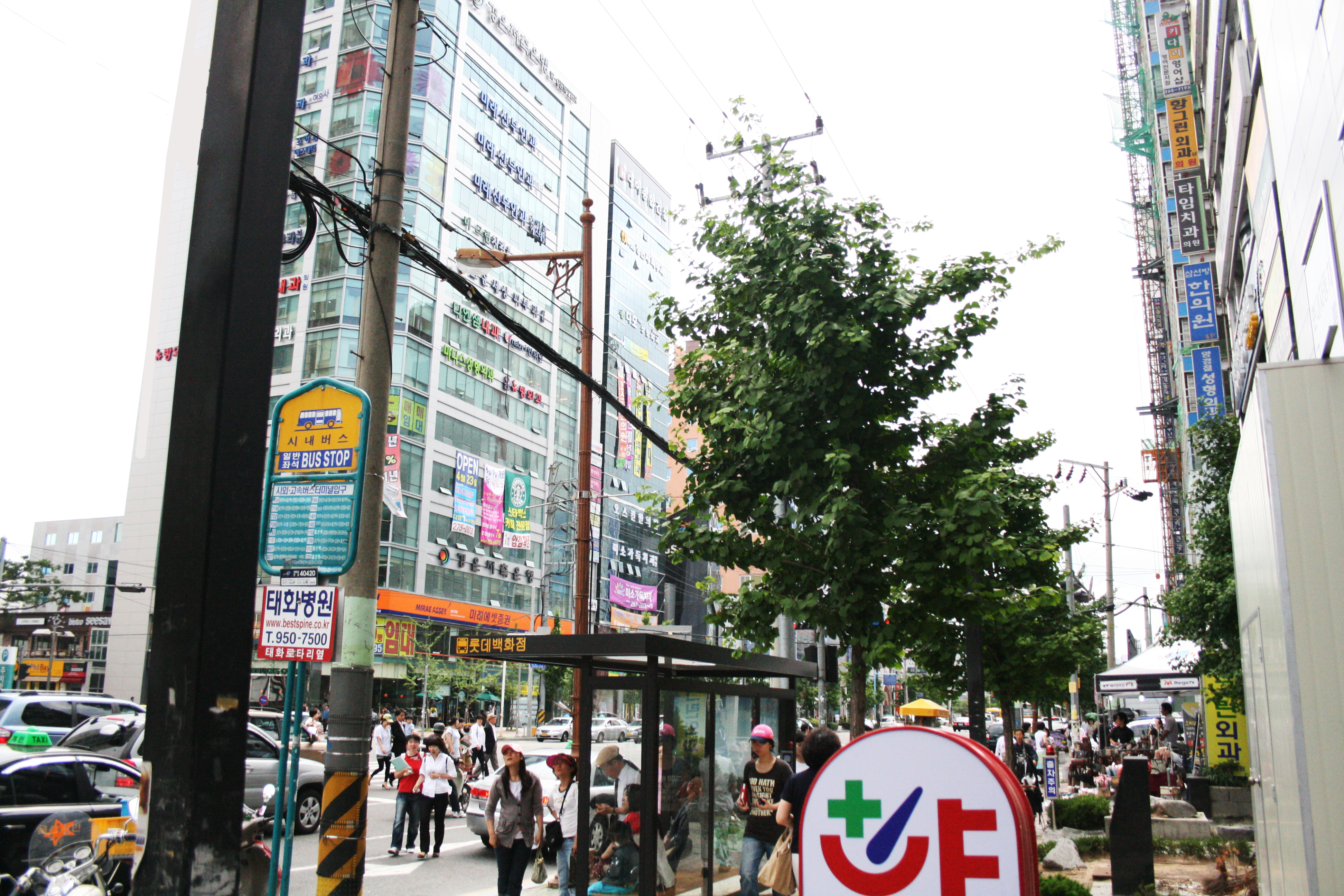
Centro de Ulsan

La mascota de Nam-gu es Tabi, un niño de 7 años de edad, y simboliza la visión de un fuerte, saludable y hermoso Nam-gu.
Samsan-dong contiene el centro de Ulsan. Esta es una de las zonas más ricas de la ciudad. Hay doce áreas escénicas en Ulsan y se anuncian en toda la ciudad. Hay un autobús de la gira dejando a cada día que va a llevar a una persona a algunos de estos sitios por una tarifa. Hay un edificio de información turística en Samsan-dong donde se puede obtener más información sobre las atracciones y horarios de los autobuses turísticos.
Shinae, que significa "ciudad vieja", es el antiguo centro de la ciudad. Hay muchas calles y callejuelas bordeadas de tiendas y opciones de alimentos de bajo costo.